# Aram Ziai
Aram Ziai (* 9. Oktober 1972 in Würselen) ist ein deutscher Politikwissenschaftler und Heisenberg-Professor der Deutschen Forschungsgemeinschaft für Entwicklungspolitik und Postkoloniale Studien an der Universität Kassel. Das Magazin Südwind bezeichnete ihn 2011 als einen der „führenden Forscher zu Post-Development-Ansätzen“.

## Leben
Aram Ziai studierte von 1993 bis 1999 in Aachen und Dublin Soziologie mit den Nebenfächern Geschichte und Anglistik. In Hamburg promovierte er 2003 in Politikwissenschaft und wurde in Kassel 2006 in Politikwissenschaft habilitiert. Seit 2014 ist er Heisenberg-Professor an der Universität Kassel, zuvor lehrte er auf Gastprofessuren u. a. an der Universität Wien und der University of Ghana in Accra.

## Forschung, Lehre und Engagement
Ziais Forschungsschwerpunkte liegen in der Entwicklungstheorie und Entwicklungspolitik, postkolonialen Studien und Post-Development Ansätzen und der Global Economic Governance. In seiner  Forschung verfolgt er diskursanalytische und dispositivanalytische Ansätze. Mit diesem methodischen Hintergrund untersucht Ziai Struktur und Dynamiken deutscher und internationaler entwicklungspolitischer Diskurse. Seine Arbeiten widmen sich der Analyse westlicher Entwicklungstheorien und entwicklungspolitischer Institutionen sowie einer De- und Rekonstruktion der dabei zugrundeliegenden Vorstellung von 'Entwicklung' beziehungsweise 'Unterentwicklung'.
In seinen Arbeiten zur Global Economic Governance befasst sich Ziai vor allem mit der Rolle der Weltbank und deren internen Revision (Inspection Panel), insbesondere seit der Krise des Washington Consensus.
Aram Ziai lehrte und forschte an den Universitäten Aachen, Hamburg, Magdeburg, Kassel, Amsterdam (UvA), Wien (IE), Bonn (ZEF) und Accra (Legon).
Ziai ist Sprecher der Sektion Entwicklungstheorie und Entwicklungspolitik der Deutschen Vereinigung für Politikwissenschaft (DVPW) sowie Mitglied des Direktoriums (Board of Directors) des International Center for Development and Decent Work (ICDD). Als Redakteur arbeitet er in der Zeitschrift Peripherie mit und gibt die Schriftenreihe "Entwicklungspolitik und Entwicklungstheorie" heraus.

## Publikationen (Auswahl)
- Zwischen Global Governance und Post-Development. Entwicklungspolitik aus diskursanalytischer Perspektive. Münster 2006, ISBN 3-89691-592-4.
- Zur Kritik des Entwicklungsdiskurses. APuZ Bundeszentrale 2010.
- Development Discourse and Global History. From colonialism to the sustainable development goals. Routledge, London 2015.
- (Hrsg.): Postkoloniale Politikwissenschaft. Theoretische und empirische Zugänge. Transcript, Bielefeld 2016.
- gemeinsam mit Daniel Bendix, Franziska Müller (Hrsg.): Beyond the master's tools? Decolonizing knowledge orders, research methods and teaching. Rowman & Littlefield, London 2020.
- gemeinsam mit Julia Schöneberg (Hrsg.): Dekolonisierung der Entwicklungszusammenarbeit und Postdevelopment Alternativen – AkteurInnen, Institutionen, Praxis. Nomos, Baden-Baden 2021.